# Thiếu Lâm Ngũ tổ
Thiếu Lâm Ngũ tổ (少林五祖, bính âm: wǔ zǔ, La Tinh hóa tiếng Quảng Đông: ng5 jou2) là năm vị cao thủ võ lâm của chùa Thiếu Lâm còn sống sót sau vụ tấn công chùa Thiếu Lâm của quân đội triều đình Nhà Thanh. Sự kiện này có thể diễn ra vào năm 1647, 1674 hay 1732 đời Càn Long. Tương truyền đây là các vị sáng tổ của những chi phái võ thuật lừng danh ở miền Nam Trung Hoa.
Thiếu Lâm ngũ tổ bao gồm:
1. Chí Thiện thiền sư (至 善 禪 師), cùng học trò Hồng Hy Quan lênh đênh trên thuyền của một đoàn hát (hồng thuyền) và về sau Hồng Hy Quan sáng tạo Hồng gia quyền
2. Bạch Mi đạo nhân (白 眉 道 人): sau trốn lên núi Nga Mi và tại đây ông khai sinh Bạch Mi quyền
3. Ngũ Mai sư thái (五 枚 師 太): tổ sư môn Bạch Hạc quyền và Vịnh Xuân quyền
4. Phùng Đạo Đức (馮 道 德): sau ngụ ở núi Võ Đang, sáng lập Bạch Hổ phái và tuyệt kỹ Thiết sa chưởng
5. Miêu Hiển chân nhân (苗 顯真 人): có con gái là Miêu Thúy Hoa và cháu là Phương Thế Ngọc[1]